# 吉巴納格爾烏帕齊拉
吉巴納格爾乌帕齐拉是孟加拉国朱瓦當加縣的一个乌帕齐拉，位於庫爾納专区的朱瓦當加縣。。

## 人口
據1991年孟加拉國人口普查，吉巴納格爾共有戶數22,628戶，人口125,102人。其中男性佔比51.32%，女性佔比48.68%；成年人口61,511人。該地7歲以上人口之平均識字率為22.4%，低於全國平均值（32.4%）。